# Bünyamin
Bünyamin ist ein männlicher Vorname. Er ist die türkische Variante des ursprünglich hebräischen Benjamin.

## Namensträger
- Bünyamin Balcı (* 2000), türkischer Fußballspieler
- Bünyamin Erdoğan (1989–2010), deutscher Islamist türkischer Abstammung
- Bünyamin Karataş (* 1996), türkischer Fußballspieler
- Bünyamin Süral (* 1961), türkischer Fußballspieler und -trainer
- Bünyamin Uyanik (* 1996), österreichischer Fußballspieler